# Leslie Brooke
Pour les articles homonymes, voir Brooke.
Leslie Brooke, né le 12 septembre 1910 dans le quartier de Rusholme à Manchester et décédé le 9 novembre 1967 à Birmingham âgé de 57 ans, est un pilote automobile anglais sur circuit.

## Biographie
Sa carrière en sport automobile s'étale de 1946 à 1956, année où il dispute pour la troisième fois consécutive les Mille Miglia.
Immédiatement après la guerre, il remporte à Chimay le premier Grand Prix des Frontières de nouveau organisé en 1946, sur une ERA L6 c. L'année suivante il est deuxième du Grand Prix hivernal de Suède et quatrième du British Empire Trophy avec la même voiture, et la saison d'après -en 1948- il obtient un podium lors de cette dernière épreuve (troisième).
Il dispute aussi les 24 Heures du Mans en 1955, sur Triumph TR2 officielle (19e de la course).